# Maja Ivarsson
Maja Hanna Maria Ivarsson, född 2 oktober 1979 i Åhus församling i dåvarande Kristianstads län, är en svensk sångerska och låtskrivare, frontfigur i rockbandet The Sounds och Crew of Me & You.

## Biografi

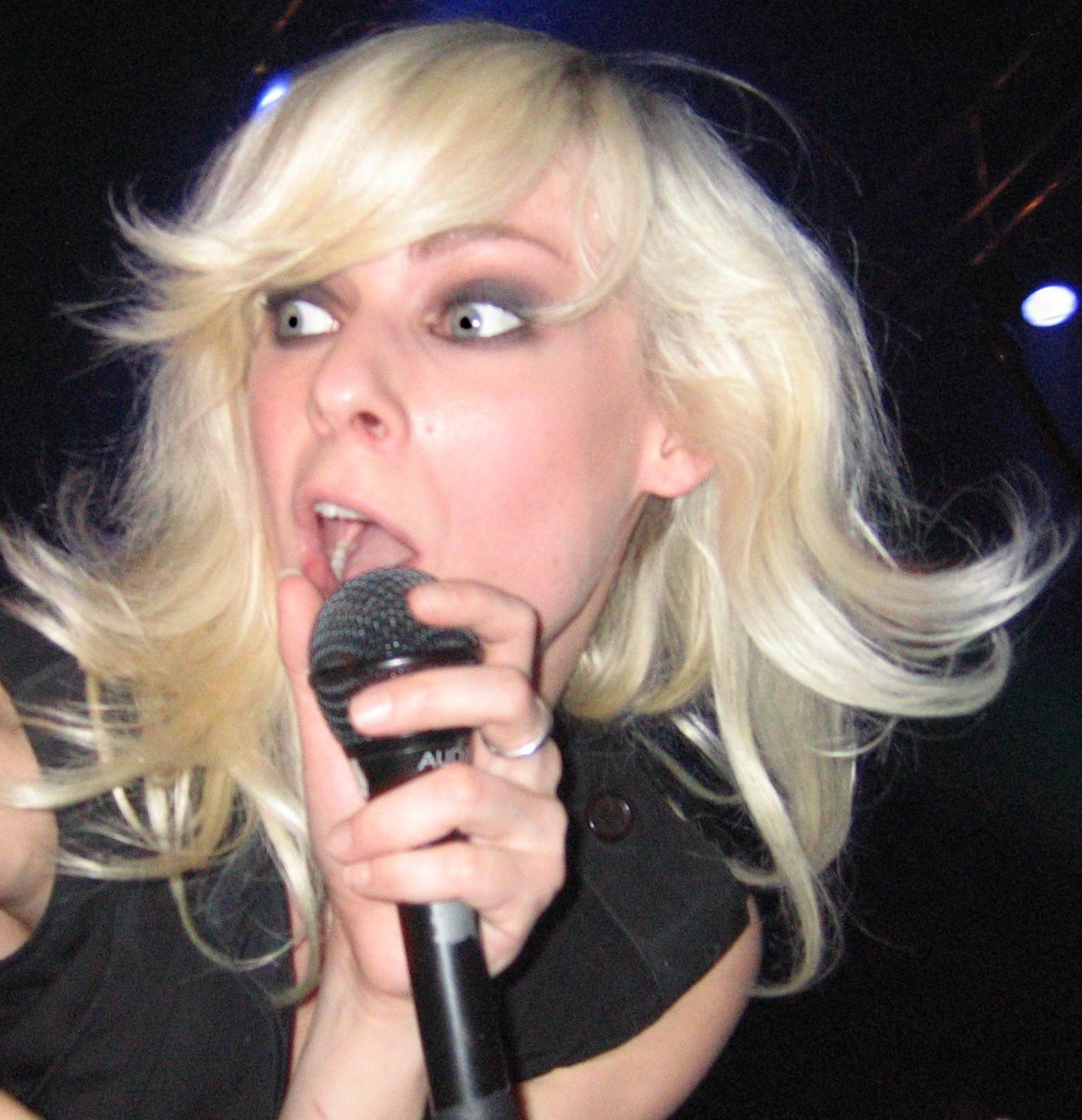
Maja Ivarsson 2006.

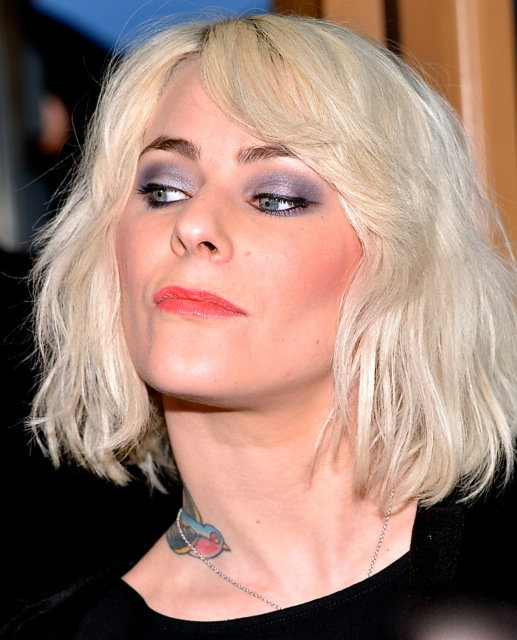
Maja Ivarsson på Grammisgalan 2013.

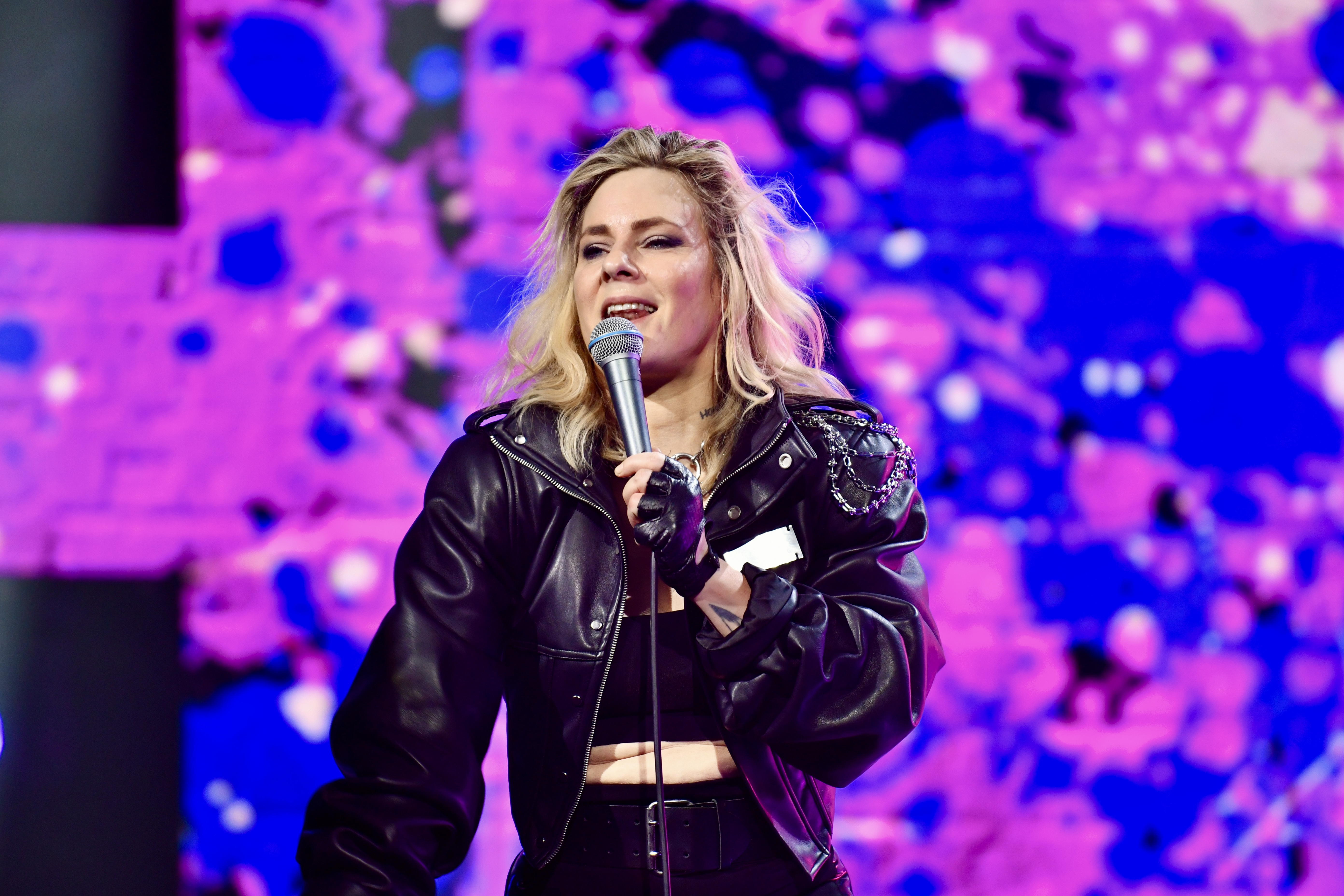
Maja Ivarsson på Melodifestivalen 2025 - Kamikaze Life

Ivarsson föddes i Åhus och bodde där sina första år innan familjen flyttade till Helsingborg.  År 1994 började hon som sångerska i gruppen We Like the Feetsmell. Under gymnasietiden på estetisk linje vid Nicolaiskolan bildade hon och andra skolkompisar sedan 1998 gruppen The Sounds, för vilken hon blivit internationellt känd som sångerska och låtskrivare.
2002 kom The Sounds debutalbum Living in America som blev en framgång med flera låtar högt på topplistorna såväl i Sverige som i USA. The Sounds har sedan dess turnerat världen över, även tillsammans med band som Foo Fighters, The Strokes och No Doubt.
Ivarsson har uppmärksammats för sitt energiska scenspråk. Hon har själv kommenterat det med:
| ” | Jag vill göra allt det som Mick Jagger och de andra killarna gör. Vara lika grym på scen. Men i högklackat. | „ |

Ivarsson har även spelat in sången "Snakes on a Plane (Bring It)" tillsammans med det amerikanska rockbandet Cobra Starship, William Beckett från The Academy Is... och Travis McCoy från Gym Class Heroes. Låten fanns med på albumet till filmen med samma namn och nådde som högst plats 32 på den amerikanska Billboard-listan. 
Under pseudonymen Nancy Blond skrev Ivarsson låten "Hej hej Monika" tillsammans med Felix Rodriguez och sångaren Nic Schröder, vars band Nic & the Family framförde den. Låten blev en sommarhit 2004 och renderade en guldskiva till upphovspersonerna.
Efter att länge ha skrivit musik tillsammans med Felix Rodriguez i The Sounds valde de båda att 2018 bilda den technobaserade gruppen Crew of Me & You som ett nytt extraprojekt med annan musikinriktning.
Ivarsson ställde upp i Melodifestivalen 2025 med låten "Kamikaze Life" som hon gick direkt till final med. Låten har hon skrivit tillsammans med Joy Deb, Linnea Deb, Andreas "Giri" Lindbergh, Jimmy "Joker" Thörnfeldt. I finalen slutade bidraget näst sist på elfte plats.

### TV och radio
År 2012 var Ivarsson en av deltagarna i den tredje säsongen av TV4:s Så mycket bättre. 2013 var hon en av sommarvärdarna i Sommar i P1. Hon kom på andra plats i Sveriges mästerkock VIP 2021.

### Privatliv
2015 fick hon en son tillsammans med sin dåvarande amerikanske pojkvän, Ben Fee. Ivarsson är bosatt i Malmö.
Ivarsson började missbruka droger i gymnasiet vilket hon talade om i Sommar i P1. Efter att varit drogfri i många år kom beroendet tillbaka efter en operation under pandemin, då hon fick starka smärtstillande.